# Hess Tower
Hess Tower (Discovery Tower či Block 126) je kancelářský mrakodrap v texaském městě Houston. Má 31 pater a výšku 149,4 metrů. Výstavba probíhala v letech 2008 - 2010 podle návrhu firmy Gensler. Budova disponuje pronajímatelnými prostory o celkové výměře cca 81 000 m2.